# Iotroata lamellata
Iotroata lamellata är en svampdjursart som först beskrevs av Patricia R. Bergquist och Fromont 1988.  Iotroata lamellata ingår i släktet Iotroata och familjen Iotrochotidae. Inga underarter finns listade i Catalogue of Life.